# Illa de Cornwallis (Shetland del Sud)
|  | No s'ha de confondre amb l'illa canadenca de Cornwallis. |

L'illa de Cornwallis, també documentada com a Illa Mikhailov és una petita illa de poc més d'una 1,6 quilòmetre de llargada que es troba 8 quilòmetres al nord-est de l'illa Elefant, a les illes Shetland del Sud. L'illa duu el nom des del 1821, poc després del descobriment de les illes Shetland del Sud. Porta el nom de l'almirall britànic Sir William Cornwallis.